# ینی‌کوی (یومورتالیک)
ینی‌کوی (به ترکی استانبولی: Yeniköy) یک منطقهٔ مسکونی در ترکیه است که در یومارتالیک واقع شده‌است.